# الفيرماخت: التاريخ والأسطورة والواقع
الفيرماخت: التاريخ والأسطورة والواقع هو كتاب صدر عام 2002 للمؤرخ الألماني وولفرام ويت الذي يناقش أسطورة الفيرماخت النظيف. تم ترجمة الكتابالمكتوب ب اللغة الألمانية إلى خمس لغات. تم نشر النسخة الإنجليزية في عام 2007 من مطبعة جامعة هارفارد يعتمد الكتاب على دراسة عمر بارتوف لعام 1985 «الجبهة الشرقية» ، 1941-1945: القوات الألمانية وحرب الحرب. تلقى الكتاب استقبالا إيجابيا.

### اقتباسات
- Baker، Lee (2006). "The Wehrmacht: History, Myth, Reality (review)". The Journal of Military History, Volume 70, Number 4, October 2006, via مشروع ميوز  [لغات أخرى]‏. مؤرشف من الأصل في 2019-08-17. اطلع عليه بتاريخ 2016-12-22.{{استشهاد ويب}}:  صيانة الاستشهاد: ref duplicates default (link) صيانة الاستشهاد: علامات ترقيم زائدة (link)
- Detwiler، Donald (2007). "Detwiler on Wette, 'The Wehrmacht: History, Myth, Reality'". H-Net: Humanities & Social Sciences Online. Michigan State University Department of History. مؤرشف من الأصل في 2019-08-17. اطلع عليه بتاريخ 2019-08-17.
- Megargee، Geoffrey (2008). "Megargee on Wette, 'The Wehrmacht: History, Myth, Reality'". H-Net. مؤرشف من الأصل في 2019-12-20. اطلع عليه بتاريخ 2016-12-22.{{استشهاد ويب}}:  صيانة الاستشهاد: ref duplicates default (link)
- Schwarz، Benjamin (2007). "Stalin's Gift". ذا أتلانتيك. مؤرشف من الأصل في 2019-12-20. اطلع عليه بتاريخ 2016-12-22.{{استشهاد ويب}}:  صيانة الاستشهاد: ref duplicates default (link)